# Jonathan Palmer
Pour les articles homonymes, voir Palmer.
Jonathan Palmer est un ancien pilote automobile britannique né le 7 novembre 1956 à Londres. Il a évolué en Formule 1 de 1983 à 1989. Il a ainsi disputé 83 Grands Prix de Formule 1, inscrit un total de 14 points et signé 1 meilleur tour en course (GP du Canada 1989). Depuis 2004, il dirige sa société MotorSport Vision spécialisée dans le domaine des circuits. 

## Biographie

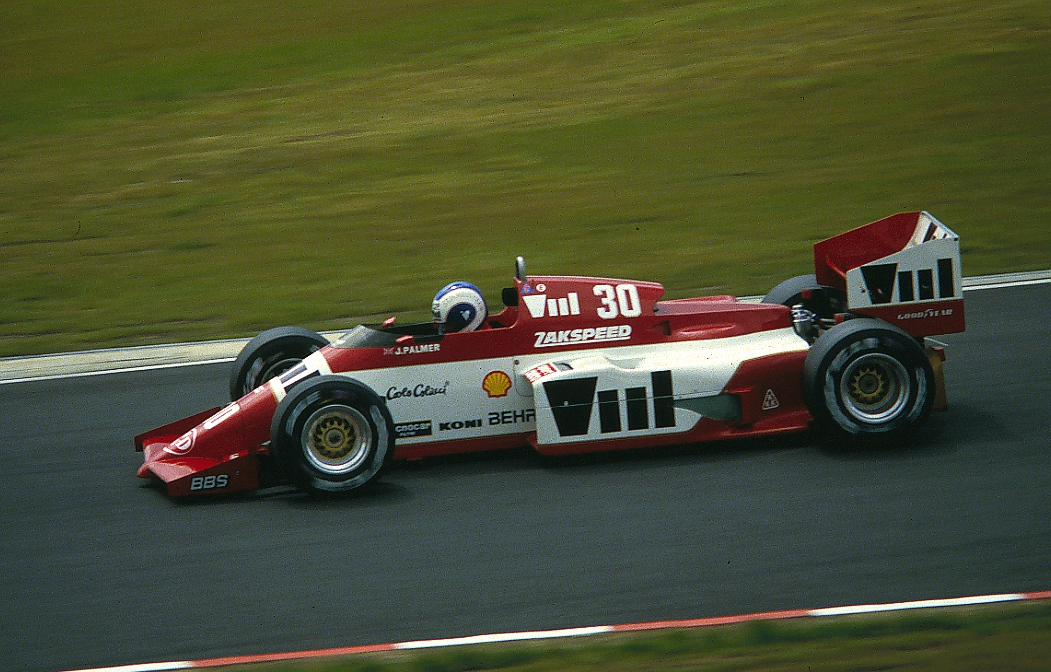
Jonathan Palmer au Grand Prix Allemagne 1985 sur la Zakspeed 841.

Après avoir brièvement exercé la médecine, ce qui lui vaudra d'être surnommé Doc Palmer durant toute sa carrière, Jonathan Palmer se révèle en remportant le championnat britannique de Formule 3 en 1981, puis le championnat d'Europe de Formule 2 en 1983. Cette même année, il fait ses débuts en Formule 1 au GP d'Europe au volant d'une Williams (écurie pour laquelle il avait déjà effectué des essais privés en 1982, notamment sur un projet de voiture à 6 roues).
En 1984, Palmer décroche un volant de titulaire dans la très modeste écurie RAM, puis en 1985 et 1986 ne peut faire mieux que de la figuration chez Zakspeed. Il lui faut attendre 1987 et son passage chez Tyrrell pour enfin faire parler de lui : il décroche ses premiers points (5e à Monaco et en Allemagne, 4e en Australie) et remporte en fin d'année le Trophée Jim Clark (sorte de championnat dans le championnat qui récompensait cette saison-là le meilleur pilote équipé d'un moteur atmosphérique). Au classement général, il termine à une très honorable 11e place. Mais après une nouvelle saison 1988 correcte, il souffre en 1989 de l'arrivée à ses côtés de coéquipiers plus performants : tout d'abord Michele Alboreto puis à partir de la mi-saison, le débutant Jean Alesi, qui, dès ses premiers tours de roue sur la Tyrrell, le domine copieusement. Sans volant pour la saison 1990, Palmer est recruté par la puissante équipe McLaren-Honda en qualité de pilote essayeur. Son engagement par McLaren constitue pour Palmer un premier pas vers la retraite. Cela a pourtant failli déboucher sur la plus belle chance de sa carrière. En raison de propos jugés insultants à l'égard du pouvoir sportif, le pilote no 1 de McLaren, Ayrton Senna, s'est vu être privé au cours de l'hiver de sa superlicence, sésame indispensable pour piloter en Formule 1. Pendant plusieurs semaines, Palmer est inscrit par McLaren pour participer au championnat du monde 1990. Les excuses officielles présentées par Senna lui permirent de retrouver sa superlicence peu de temps avant l'ouverture du championnat, au détriment de Palmer. Ne parvenant pas à retrouver de volant en Formule 1 par la suite, le Britannique met un terme à sa carrière.
Sa carrière sportive terminée, Palmer se reconvertit un temps dans les commentaires de Grand Prix pour le compte de la BBC (c'est lui qui, en 1993, a eu la lourde tâche de remplacer au pied levé le très apprécié James Hunt aux côtés de Murray Walker). Palmer crée ensuite sa propre formule de promotion, la Formule Palmer Audi, qui a notamment révélé le jeune Justin Wilson, dont il est par la suite devenu le manager.
Au travers de sa société MotorSport Vision, Palmer s'est vu confier en 2009 par la FIA l'organisation du nouveau championnat de Formule 2, qui reprend le même schéma que la Formule Audi.
Son fils Jolyon Palmer accède à la Formule 1 en 2016 dans l'équipe Renault Sport F1, son fils cadet Will est pilote en Formule 4 dans le championnat britannique.

## Résultats en championnat du monde de Formule 1
| Saison | Écurie                      | Châssis  | Moteur                    | Pneus    | GP disputés | Points inscrits | Classement |
| ------ | --------------------------- | -------- | ------------------------- | -------- | ----------- | --------------- | ---------- |
| 1983   | TAG Williams Team           | FW08C    | Cosworth V8               | Goodyear | 1           | 0               | n.c.       |
| 1984   | Skoal Bandit Formula 1 Team | 01       | Hart 4 en ligne turbo     | Pirelli  | 14          | 0               | n.c.       |
| 1985   | West Zakspeed Racing        | 841      | Zakspeed 4 en ligne turbo | Goodyear | 7           | 0               | n.c.       |
| 1986   | West Zakspeed Racing        | 861      | Zakspeed 4 en ligne turbo | Goodyear | 16          | 0               | n.c.       |
| 1987   | Data General Team Tyrrell   | DG016    | Cosworth V8               | Goodyear | 16          | 7               | 11e        |
| 1988   | Tyrrell Racing Organisation | 017      | Cosworth V8               | Goodyear | 14          | 5               | 13e        |
| 1989   | Tyrrell Racing Organisation | 017B 018 | Cosworth V8               | Goodyear | 15          | 2               | 23e        |